# Atsuhiro Miura
Atsuhiro Miura (三浦 淳宏, Miura Atsuhiro, Oita, 24 juli 1974) is een Japans voormalig voetballer die als middenvelder speelde.

## Carrière
Atsuhiro Miura speelde tussen 1994 en 2010 voor Yokohama Flügels, Yokohama F. Marinos, Tokyo Verdy, Vissel Kobe en Yokohama FC.

## Japans voetbalelftal
Atsuhiro Miura debuteerde in 1999 in het Japans nationaal elftal en speelde 25 interlands, waarin hij 1 keer scoorde.

## Statistieken
| Japans voetbalelftal | Japans voetbalelftal | Japans voetbalelftal |
| Jaar                 | Wed.                 | Dlp.                 |
| -------------------- | -------------------- | -------------------- |
| 1999                 | 5                    | 1                    |
| 2000                 | 8                    | 0                    |
| 2001                 | 3                    | 0                    |
| 2002                 | 0                    | 0                    |
| 2003                 | 1                    | 0                    |
| 2004                 | 6                    | 0                    |
| 2005                 | 2                    | 0                    |
| Totaal               | 25                   | 1                    |